# Tỉnh (Iraq)

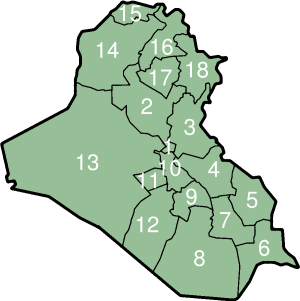
Các tỉnh của Iraq

Tỉnh (tiếng Ả Rập: محافظة, muḩāfaz̧a) là cấp hành chính địa phương cao nhất ở Iraq. Đất nước này được chia thành 18 tỉnh. Mỗi tỉnh được chia thành nhiều huyện (قضاء, qaḑāʾ). Các tỉnh As Sulaymaniyah (Slêmanî), Erbil (Hewlêr) và Dahuk (Duhok) lập nên khu tự trị người Kurk.
| 1. Bagdād (بغداد) 2. Salāh ad-Dīn (صلاح الدين) 3. Diyālā (ديالى) 4. Wāsit (واسط) 5. Maysān (ميسان) 6. Al-Basrah (البصرة) 7. Dhī Qār (ذي قار) 8. Al-Muthannā (المثنى) 9. Al-Qādisiyyah (القادسية) | 1. Bābil (بابل) 2. Al-Karbalā' (كربلاء) 3. An-Najaf (النجف) 4. Al-Anbar (الأنبار) 5. Nīnawā (نينوى) 6. Dahūk (دهوك) 7. Arbīl (أربيل) 8. Kirkuk (or At-Ta'mim) (التاميم) 9. As-Sulaymāniyyah (السليمانية) |